# Giselle Delgado
Pour les articles homonymes, voir Delgado.
 Giselle Delgado, née le 17 mars 1988 à Antofagasta, est une joueuse de squash représentant le Chili. Elle atteint en mars 2017 la 117e place mondiale sur le circuit international, son meilleur classement.

## Biographie
Giselle Delgado grandit à Antofagasta et joue au tennis à un bon niveau jusqu'à l'âge de douze ans avant de choisir le squash. Elle arrive au Canada en 2002, où elle commence ses études à l'université Western Ontario en 2006 et obtient un diplôme en kinésiologie. Elle est active dans le squash universitaire. Elle travaille au Canada comme entraîneur de squash.
Elle devient championne panaméricaine en double avec Anita Pinto en 2016 et 2017. Avec elle, elle remporte la médaille de bronze aux Jeux sud-américains de 2018 et aux Jeux panaméricains de 2019. Aux Jeux sud-américains, elle obtient également la médaille de bronze par équipes.